# Selos postais da Nova Guiné Ocidental

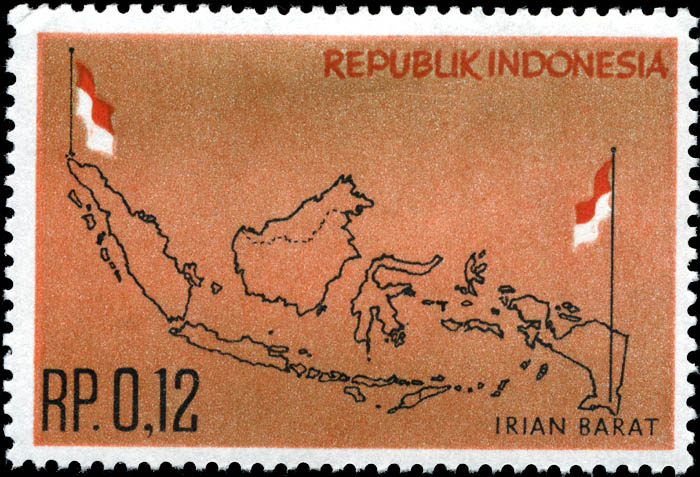
Rp.0.12 Selo indonésio de 1963.

Desde 1963 a Nova Guiné Ocidental, foi parte da Indonésia. O serviço postal indonésio é responsável pelo correio na região, e emitiu um pequeno número de selos em homenagem a área.
Durante os anos de 1960, a região tinha seus próprios selos. Os primeiros foram overprints com leitura "UNTEA" (United Nations Temporary Executive Authority) aplicada aos selos de Nova Guiné Holandesa, publicado em 1962. Existem quatro tipos ligeiramente diferentes de overprint, três tipos aplicados localmente, e um quarto feito nos Países Baixos e vendidos pela ONU em Nova Iorque.
Estes foram substituídos em 1 de Maio 1963 por selos da Indonésia sobre impressos "Irian BARAT" e uma série de seis comemorativos cujos desenhos incluído um alongamento do mapa da Indonésia "desde Sabang à Merauke" e um desembarque de paraquedista em Nova Guiné. Estas, foram questões como mais tarde em 1968 e 1970, foram inscritos tanto "Irian BARAT" e "REPUBLIK INDONÉSIA".

## Estampas de Aves
A última questão especificamente para o território consistiu de duas alusivas aves (Black-nivelada Lory e Ave-do-paraíso), emitido em 26 de Outubro 1970.
| Ano  | Data    | Tipo | Espécie                    | Autor Espécie    | Valor   | Catálogos Selos | Catálogos Selos | Catálogos Selos | Catálogos Selos | Taxonomia        | Taxonomia     |
| Ano  | Data    | Tipo | Espécie                    | Autor Espécie    | Valor   | Scott           | Yvert           | Mitchell        | Sta. & Gib.     | Ordem            | Família       |
| 1963 | (01.05) | NOR  | Paradisaea apoda           | Linnaeus, 1758   | 60s 75s | 38 39           | 5 6             | 25 26           | 19 20           | Passeriformes    | Paradisaeidae |
| 1968 | (17.08) | NOR  | Casuarius unappendiculatus | Blyth, 1860      | 75s     | 45              | 28              | 32              | 28              | Struthioniformes | Casuariidae   |
|      |         | NOR  | Goura cristata             | (Pallas, 1764)   | 3r      | 47              | 30              | 34              | 30              | Columbiformes    | Columbidae    |
| 1970 | (26.10) | NOR  | Lorius lory                | (Linnaeus, 1758) | 5r      | 60              | 41              | 35              | 41              | Psittaciformes   | Psittacidae   |
|      |         | NOR  | Paradisaea apoda           | Linnaeus, 1758   | 10r     | 61              | 42              | 36              | 42              | Passeriformes    | Paradisaeidae |

=